# Ronghuan
Ronghuan (kinesiska: 荣桓, 荣桓镇) är en köping i Kina. Den ligger i provinsen Hunan, i den södra delen av landet, omkring 120 kilometer söder om provinshuvudstaden Changsha.
Genomsnittlig årsnederbörd är 1 859 millimeter. Den regnigaste månaden är maj, med i genomsnitt 295 mm nederbörd, och den torraste är oktober, med 29 mm nederbörd.